# Allogamie

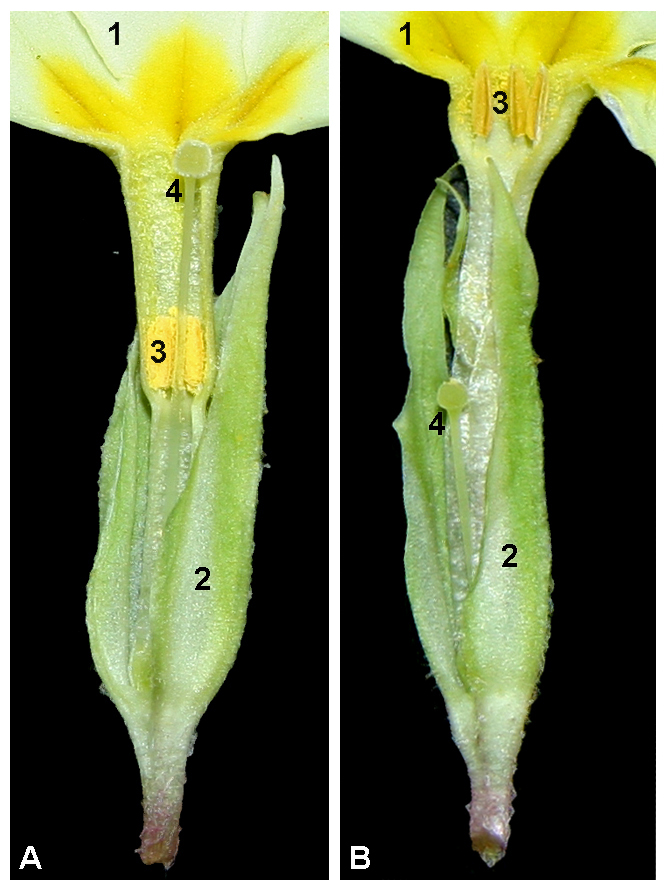
Distylie chez la primevère. Fleur longistyle (A) et brévistyle (B). De 1 à 4 : corolle, calice, étamine, pistil.

L'allogamie ou allofécondation est un mode de reproduction sexuée chez les eucaryotes où les deux gamètes mâle et femelle proviennent de deux parents différents. Appelée aussi hétérogamie, fécondation croisée ou interfécondation entre deux individus distincts, elle est très courante chez les animaux, mais aussi chez les végétaux (notamment chez les plantes à graines pour qui les botanistes réservent le nom d'allopollinisation ou de pollinisation croisée). Ce mode de reproduction s'oppose à celui d'autogamie, où les gamètes femelles sont fécondés par les gamètes mâles provenant d'un même individu (typiquement une fleur hermaphrodite effectuant une autopollinisation par exemple). D'une manière générale, l'allogamie garantit un certain brassage génétique à chaque génération, ce qui favorise la diversité génétique et la variabilité de la génétique des populations.

## Mécanismes botaniques
Chez les végétaux, notamment les angiospermes, l'allogamie est la règle générale. Il existe chez les plantes allogames, deux types de pollinisation croisée : la geitonogamie (en) (les deux gamètes proviennent d'individus différents ou de fleurs différentes situées sur un même pied) et la xénogamie (en) (allogamie entre des fleurs de plants différents de la même espèce).
Pour les plantes allogames, chez lesquelles la fécondation croisée est plus ou moins obligatoire, les processus biologiques diffèrent selon les espèces. On trouve divers cas :
- les plantes de la même espèce sont soit entièrement mâles, soit entièrement femelles. C'est le cas chez les espèces dioïques telles que l’asperge[3], l’épinard[3] ou le houblon ;

- auto-incompatibilité : le pollen d’une plante ne germe pas correctement quand il se dépose sur le pistil d’une fleur de la même plante, mais il germe très bien sur une fleur d’une autre plante de la même espèce. Chez des espèces telles que la luzerne ou le seigle, l'auto-incompatibilité est forte ;

- étalement de la floraison ;

- hétérostylie : état d'une plante possédant des fleurs à style court et des fleurs à style long ;

- herkogamie : séparation spatiale entre étamines et pistil ;

- dichogamie : séparation temporelle entre étamines et pistil (asynchronisme de la maturation de ces organe sexuels). Protandrie (chez l’ail, la carotte ou le maïs), protogynie (chez certaines graminées fourragères telles que le pâturin ou le vulpin).

## Allogamie forcée
« L'allogamie forcée peut être utilisée, chez les espèces autogames ou allogames partielles, pour le transfert de caractères souhaitables d'une plante à une autre. On émascule les boutons floraux en enlevant les étamines avec une paire de pinces. Puis on transfère le pollen choisi sur le stigmate de la fleur receveuse. »